# 山口吉雄
山口 吉雄（やまぐち よしお、1919年6月24日 - 1999年10月29日）は、日本の経営者。安田信託銀行社長を務めた。東京都出身。

## 経歴
1944年に京都帝国大学法学部を卒業し、1948年に中央信託銀行(のちの安田信託銀行)に入行。1968年5月に取締役に就任し、1972年5月に常務、1976年6月に専務を経て、1980年6月には社長に就任。1986年6月に会長に就任し、1992年4月には相談役に就任。
1984年11月に藍綬褒章を受章し、1990年4月に勲二等瑞宝章を受章。
1999年10月29日に肺炎のために死去。80歳没。